# 圣伯尔纳定堂 (贝加莫)
圣伯尔纳定堂（San Bernardino in Pignolo）是一座罗马天主教教堂，位于意大利伦巴第大区贝加莫皮诺洛街59号。

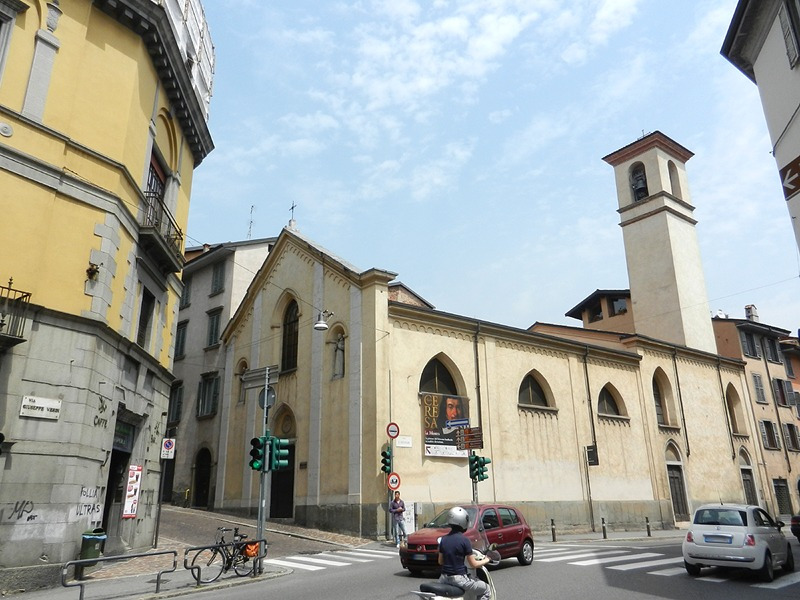
教堂立面和钟楼

## 历史

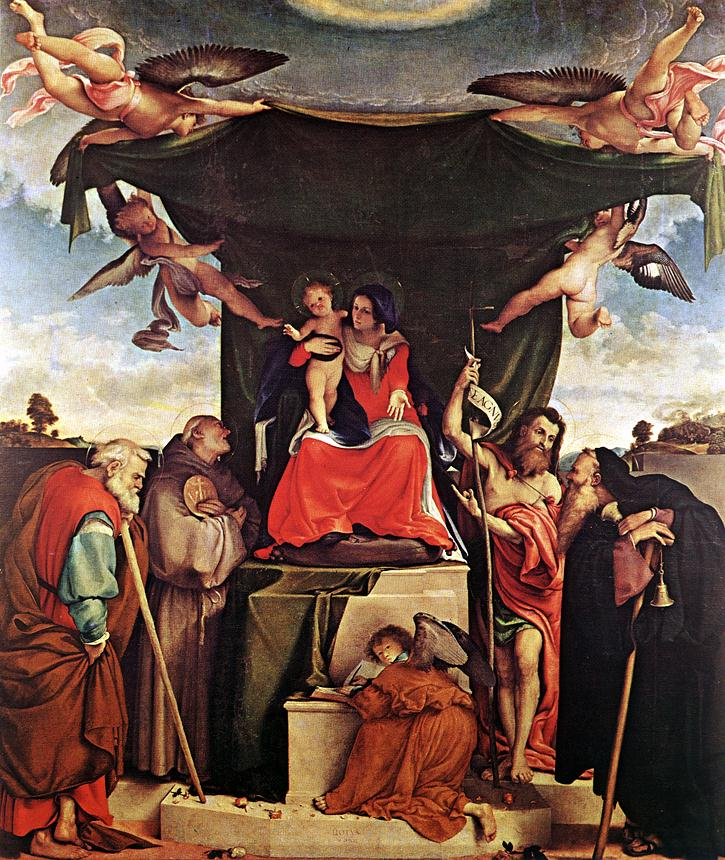
《圣母与圣徒》，洛伦佐·洛托

锡耶纳的圣伯尔纳定于1411年来到贝加莫，创立了贝加莫恩宠圣母修道院。在他1450年封圣之际，修建了该堂，自1460年代见于记载。它附属于一个苦修善会，但直到1561年才完成。但到1571年它被分配给多明我会。该堂在1876年经历了全面的修复。它有一个后钟楼。立面有圣伯尔纳定写有耶稣圣名IHS的石板。
该堂最著名的是洛伦佐·洛托的祭坛画《圣母与圣徒》（1521年）。在反立面是乔瓦尼·保罗·卡瓦尼亚的画作。右侧的第一个祭坛是一幅油画， 是安德里亚·普雷维塔利的《圣母子》（1523年）。右侧的第二个祭坛是是一幅15世纪的油画，描绘圣Defendens、亚波罗尼亚和老楞佐。 教堂还曾拥有乔瓦尼·巴蒂斯塔·莫罗尼（圣亚历山大十字架）、贾科莫·洛卡蒂和弗朗切斯科·卡瓦尼亚的画作。徒防御者、阿波罗尼亚 。右侧第二小堂有《圣母与圣安飞（Onofrius）和安多尼》，第三小堂曾经拥有（现在被盗）雅科皮诺·西皮奥尼的《圣母与圣伯多禄圣保禄》。左侧第三小堂有 19 世纪的壁画，是乔瓦尼·梅罗尼的《圣安多尼的生平》，左侧第二小堂有卡瓦尼亚祭坛画。  